# Cessna 182
Cessna 182 Skylane je lehký, jednomotorový, čtyřsedadlový letoun (s možností přidání dalších dvou dětských sedaček do zavazadlového prostoru). Letadlo bylo uvedeno do provozu v roce 1956 a existuje řada variant tohoto modelu, včetně verze se zatahovacím podvozkem. Cessna 182 je po modelu Cessna 172 druhý nejoblíbenější model letadel Cessna.

## Vznik a vývoj
Cessna 182 byla představena v roce 1956 jako tříkolová varianta k modelu Cessna 180. V roce 1957 byla varianta 182A představena pod názvem Skylane. Novější modely mají přidány výkonnější motory a větší okna.
Cessna se v roce 1990 znovu vrátila k výrobě víceúčelových letadel jako byl například i tento model. V roce 2005 začala Cessna nabízet elektronické multifunkční displeje na zobrazování informací Garmin G1000 jako volitelnou inovaci do Skylanu. Později se zařízení tohoto typu stalo standardním vybavením.

## Specifikace (Cessna 182T)

### Technické údaje
- Posádka: 1
- Kapacita: 4 cestující
- Délka: 8,8 m
- Výška: 2,8 m
- Nosná plocha: 16,2 m²
- Rozpětí: 11,0 m
- Profil: NACA 2412
- Hmotnost prázdného letadla: 894 kg
- Vzletová hmotnost letadla: 1411 kg
- Nosnost: 517 kg
- Motor: 1 × Lycoming IO-540-AB1A5 o výkonu 172 kW, pohánějící třílistou plynule stavitelnou vrtuli

### Výkony
- Maximální rychlost: 324 km/h
- Stoupavost: 4,7 m/s
- Dolet: 1722 km
- Dostup: 5517 m

## Galerie

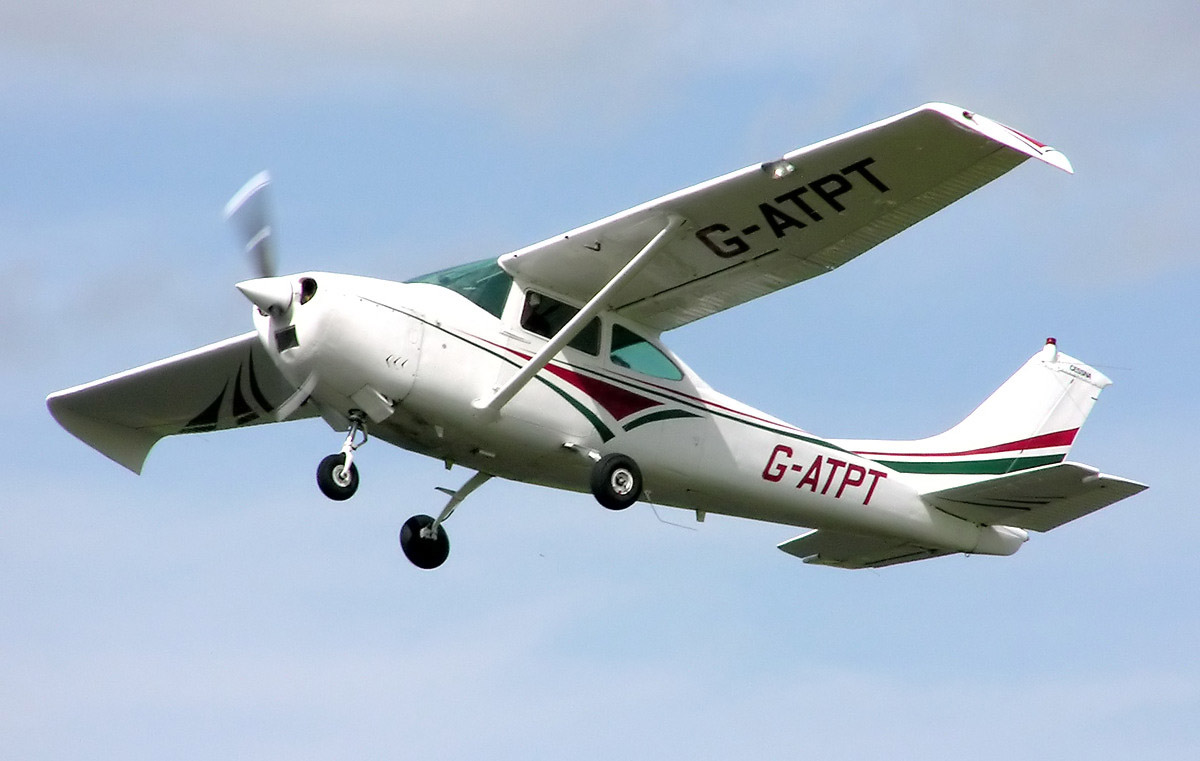
Cessna 182J
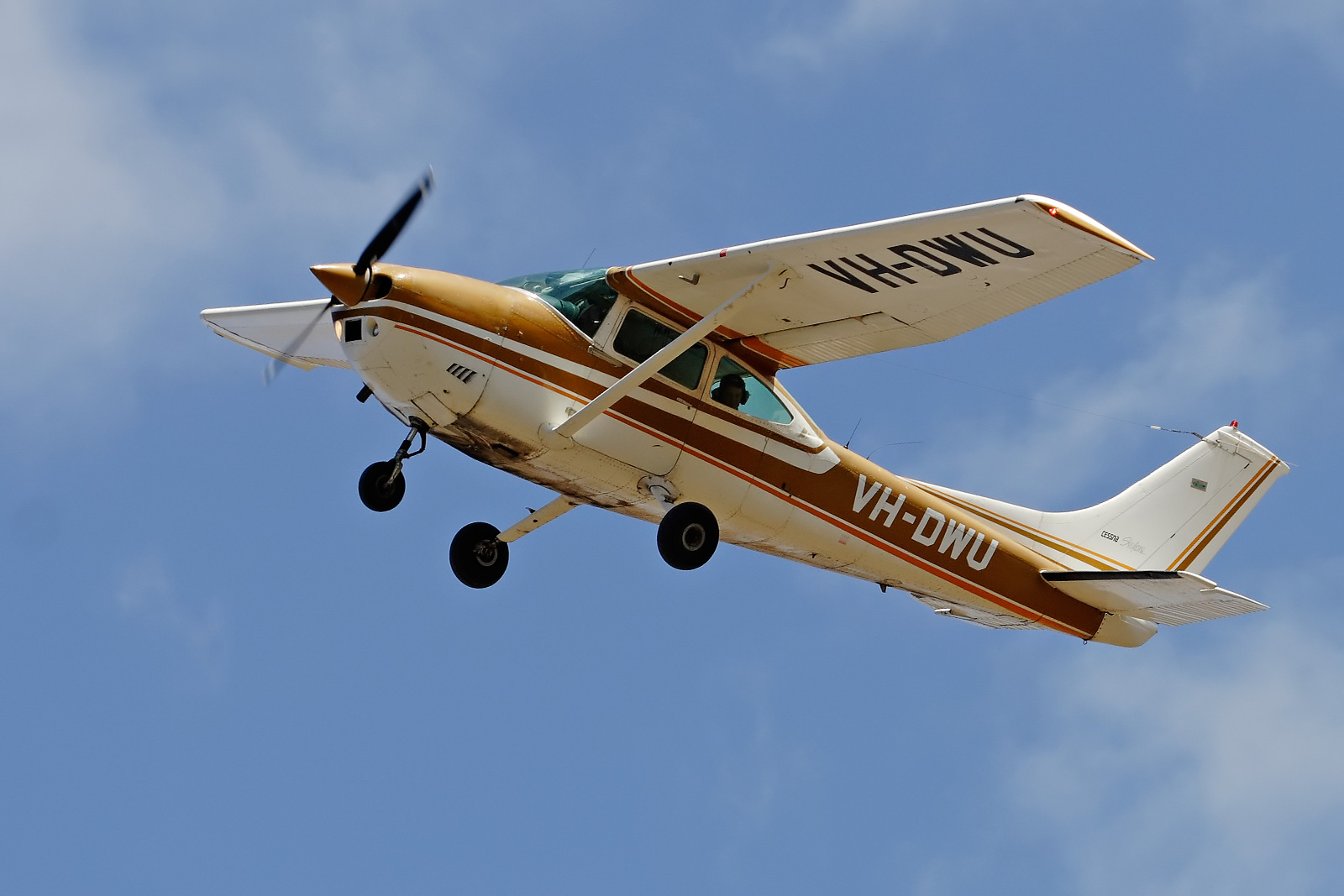
Cessna 182P
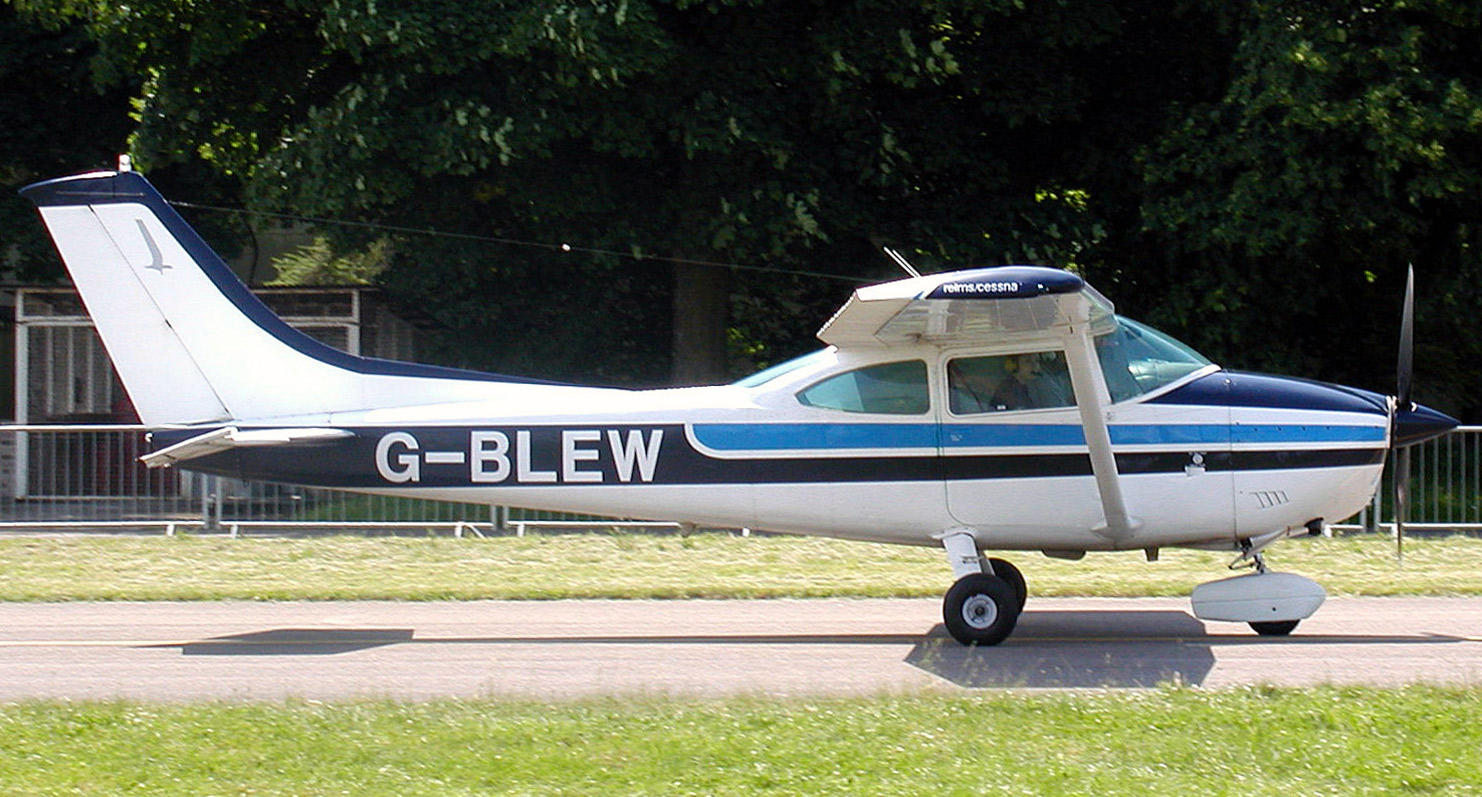
Reims Cessna F182Q